# T28超重型坦克
T28驅逐戰車（後來又被更名為T95型105公釐自走炮車）是一款重裝甲驅逐戰車的原型車，由美國軍方於二戰期間所設計，其用意在於利用厚重裝甲突破納粹德國的齊格菲防線，進行反碉堡以及反坦克作戰，也被認為可用來加入對日本的登陸作戰。

## 命名
T28戰車最早被定名為T28重型坦克（"Heavy Tank T28"），但依據美國對於重型坦克的定義需要有旋轉炮塔於是命為「T95型105公釐自走炮車」（"105 mm Gun Motor Carriage T95"），而後他因沒炮塔原應歸為驅逐坦克，但根據美國的分類，驅逐坦克是輕裝甲的，故不符合。1946年又被重新更名為「T28超重型戰車」（"T28 Super Heavy Tank"）

## 特性
由於不具備炮塔的關係，T28有著相對低矮並且類似獨角仙的外型輪廓，不過當它達到滿載的戰鬥重量時可重達86公噸。這重量中大部分來自厚重的鑄鋼裝甲，厚度高達12英吋，比起德軍八號坦克鼠式還要多出2又1/3英吋左右，連側裙裝甲版都厚達4英吋，是當時無出其右者。美軍相信這樣的厚度應該足夠抵擋德國88毫米高射炮自1100碼外的射擊威力或者其他德軍戰車主炮的威力。
T28戰車由於採用福特汽車GAF V形八汽缸汽油引擎，引擎動力不足，僅僅能輸出500匹馬力，所以最高速只能達到每小時13公里（8英里），並且受限於與車體重量比例嚴重失衡的馬力輸出，不論在越野以及障礙物跨越方面上的性能都極其糟糕。「理論上」T28戰車可行駛於60°仰坡，不過只能越過24英吋高的障礙物，通過47英吋深的壕溝或淺灘；且T28與鼠式戰車一樣，都面臨無橋可渡的問題，因為實在沒有橋樑足夠承擔它的重量。
T28戰車另外一個特性是採用四條履帶接地，以分散其龐大的自重；T28戰車在移防時必須先將外側的履帶與路輪拆解下來才能方便運輸，同時將拆解下來的組件集中成一個單位一起拖走。因主炮炮管極長，在行駛中必需將主炮維持最大仰角，否則就有可能因為行進間砲口牴觸地面或障礙物而導致炮基座嚴重毀損。

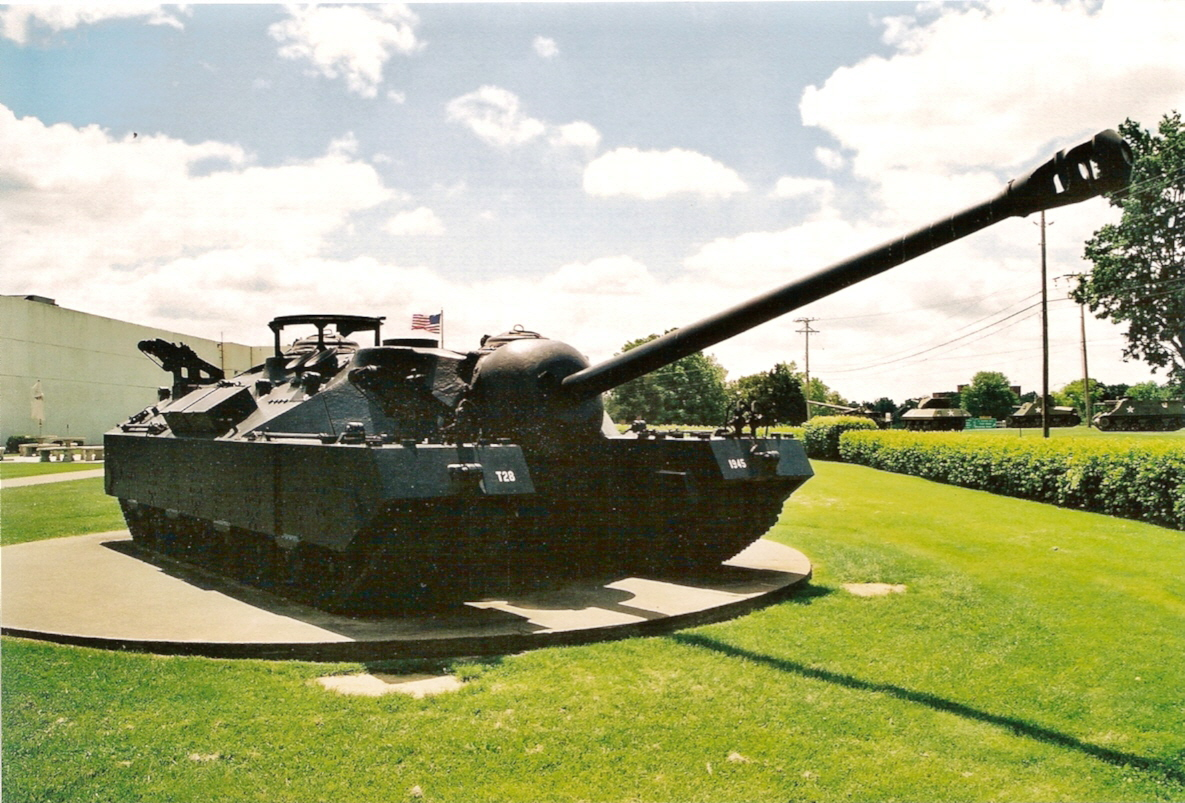
巴頓博物館的T95戰車（攝於2003年）

## 武裝
T28戰車採用105公釐65倍徑T5E1主炮。另外有一挺白朗寧M2重機槍，裝置在車長的艙蓋口前方。主炮初速可達每秒945 m/s，炮座右射界10°左射界11°，俯角-5°仰角+19.5°。

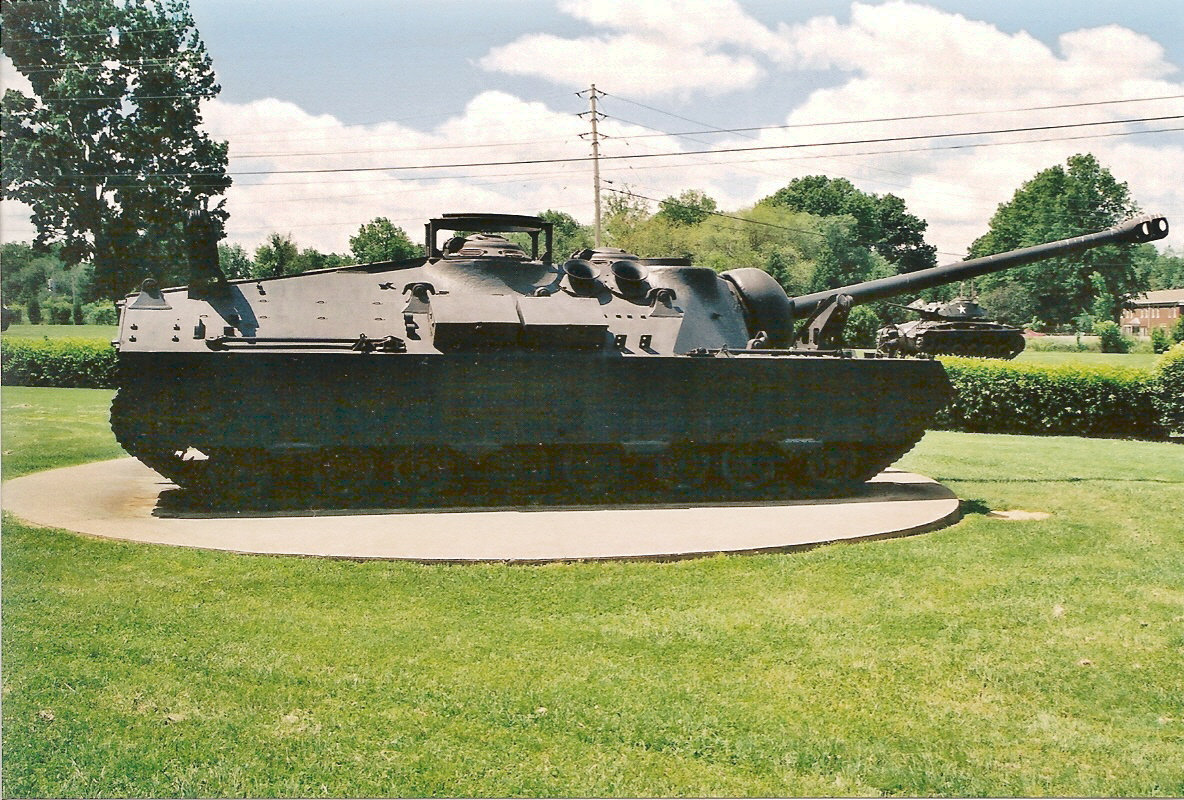
巴頓博物館的T28戰車（攝於2003年）

## 結局
原先美國陸軍計畫先生產5台原型車之後再量產25輛實車，不過最後只有2台問世並且未曾投入使用。其中一台在亞伯丁測試場（Aberdeen Proving Ground）上被運轉中的引擎引起的大火造成嚴重損毀，另外一輛則被當作廢鐵拋棄在貝爾佛堡後面的野戰場上。在巴頓裝甲騎兵博物館的這一台就是從貝爾佛堡拖運到肯塔基州的諾克斯堡（Fort Knox）修復后用作永久展示。

## 相關
- 279工程與T28戰車和英国“飞象”超重型坦克為世上少數採用四條履帶的戰車。

## 流行文化
- 2004年推出的電腦遊戲《戰地風雲1942》之秘密武器，選擇美軍的玩家可以使用T28超重型坦克。
- 網路遊戲《戰車世界》中無外側履帶的型態為T28，完整型態則命名為T95。T28及T95分別為美國VIII階及IX階驅逐戰車，以牢靠的正面装甲闻名。
- 網路遊戲《戰爭雷霆》中實裝了T28和T95，T28是以金鷹幣購買的Tier IV驅逐戰車，T95為Tier V，可自行開發。
- 動畫電影《少女與戰車劇場版》中，作為大學選拔隊用來突破大洗女子學園防守陣地的武器登場。